# Поллінг (Вайльгайм-Шонгау)
Поллінг (нім. Polling) — громада в Німеччині, розташована в землі Баварія. Підпорядковується адміністративному округу Верхня Баварія. Входить до складу району Вайльгайм-Шонгау.
Площа — 29,22 км2. Населення становить 3562 ос. (станом на 31 грудня 2020).